# Kucze (powiat mrągowski)
Kucze (niem. Kutzen) – kolonia w Polsce, w województwie warmińsko-mazurskim, w powiecie mrągowskim, w gminie Mrągowo. W latach 1975–1998 miejscowość administracyjnie należała do województwa olsztyńskiego.
Do 2023 miejscowość była częścią wsi Kosewo.

## Historia
Wieś zwyczajowo nazywana była Kuc. Powstała w 1731 r. jako osada szkatułowa na tak zwanych nowiznach, w pobliżu jeziora Kuc, od którego wzięła nazwę. W 1785 r. były tu cztery domy.
W 1973 r. Kucze należało do sołectwa Kosewo.